# Я ненавижу Страну Чудес
«Я ненавижу Страну Чудес» (англ. I Hate Fairyland) — серия комиксов, которую в 2015—2018 годах издавала компания Image Comics.

## Синопсис
Шестилетняя девочка Герта застряла в Стране Чудес на 30 лет.

## Коллекционные издания

### Мягкая обложка
| Название                                    | Дата выхода     | Собранный материал      | ISBN           |
| ------------------------------------------- | --------------- | ----------------------- | -------------- |
| I Hate Fairyland, Vol. 1: Madly Ever After  | 20 апреля 2016  | I Hate Fairyland #1-5   | 978-1632156853 |
| I Hate Fairyland, Vol. 2: Fluff My Life     | 7 декабря 2016  | I Hate Fairyland #6-10  | 978-1632158871 |
| I Hate Fairyland, Vol. 3: Good Girl         | 18 октября 2017 | I Hate Fairyland #11-15 | 978-1534303300 |
| I Hate Fairyland, Vol. 4: Sadly Never After | 29 августа 2018 | I Hate Fairyland #16-20 | 978-1534306806 |

### Твёрдый переплёт
| Название                   | Дата выхода      | Собранный материал      | ISBN           |
| -------------------------- | ---------------- | ----------------------- | -------------- |
| I Hate Fairyland, Book One | 6 декабря 2017   | I Hate Fairyland #1-10  | 978-1534303805 |
| I Hate Fairyland, Book Two | 11 сентября 2019 | I Hate Fairyland #11-20 | 978-1534312487 |

## Реакция

### Отзывы критиков
На сайте Comic Book Roundup серия имеет оценку 8,3 из 10 на основе 88 рецензий. Мэтт Литтл из Comic Book Resources писал, что «первый выпуск отлично раскрывает потенциал серии». Чейз Магнетт из ComicBook.com дал дебюту оценку «B+» и назвал его «юмористическим комиксом, который остаётся забавным даже после третьего и четвёртого прочтения». Ричард Грей из Newsarama поставил первому выпуску 8 баллов из 10 и посчитал, что комикс «есть за что любить».

### Награды
| Год  | Награда      | Категория        | Результат | Пр.           |
| ---- | ------------ | ---------------- | --------- | ------------- |
| 2017 | Ringo Awards | Best Humor Comic | Победа    | [ 15 ] [ 16 ] |

### Продажи
Ниже представлен график продаж комикса за первый месяц выпуска на территории Северной Америки.

### Комментарии
1. ↑  Русскоязычное название — «Я ненавижу Страну Чудес. И жили они долго и безумно»[3].
2. ↑  Русскоязычное название — «Я ненавижу Страну Чудес. В звезду такую жизнь»[5].